# Bump Ahead
| Оценки критиков      | Оценки критиков |
| Источник             | Оценка          |
| -------------------- | --------------- |
| AllMusic             | [ 1 ]           |
| Entertainment Weekly | B               |

Bump Ahead — третий студийный альбом американской хард-рок-группы Mr. Big, выпущенный в 1993 году на лейбле Atlantic Records. Пластинка заняла 82 место в чарте Billboard 200.

## Список композиций
| №                   | Название                                         | Автор(ы)                                                       | Длительность |
| ------------------- | ------------------------------------------------ | -------------------------------------------------------------- | ------------ |
| 1.                  | «Colorado Bulldog»                               | Пол Гилберт, Билли Шихэн, Пэт Торпи, Эрик Мартин, Тони Фануччи | 4:13         |
| 2.                  | «Price You Gotta Pay»                            | Шихэн, Гилберт, Торпи                                          | 3:56         |
| 3.                  | «Promise Her the Moon»                           | Мартин, Андре Песье                                            | 4:07         |
| 4.                  | «What's It Gonna Be»                             | Гилберт, Торпи, Песье, Шихэн                                   | 3:57         |
| 5.                  | «Wild World» (Оригинальная запись — Кэт Стивенс) | Кэт Стивенс                                                    | 3:28         |
| 6.                  | «Mr. Gone»                                       | Торпи, Гилберт, Шихэн                                          | 4:33         |
| 7.                  | «The Whole World's Gonna Know»                   | Гилберт, Шихэн                                                 | 3:52         |
| 8.                  | «Nothing but Love»                               | Гилберт                                                        | 3:46         |
| 9.                  | «Temperamental»                                  | Мартин, Гилберт, Фануччи, Торпи                                | 4:55         |
| 10.                 | «Ain't Seen Love Like That»                      | Мартин, Марк Спиро, Песье                                      | 3:32         |
| 11.                 | «Mr. Big» (Оригинальная запись — Free)           | Энди Фрэйзер, Пол Роджерс, Пол Коссофф, Саймон Кирк            | 4:25         |
| Общая длительность: | Общая длительность:                              | Общая длительность:                                            | 44:41        |

| №   | Название        | Автор(ы) | Длительность |
| --- | --------------- | -------- | ------------ |
| 12. | «Long Way Down» | ?        | 3:48         |

| №   | Название                                     | Автор(ы)                        | Длительность |
| --- | -------------------------------------------- | ------------------------------- | ------------ |
| 12. | «Long Way Down»                              | ?                               | 3:48         |
| 13. | «Ain't Seen Love Like That» (Demo)           | Мартин, Спиро, Песье            | 4:39         |
| 14. | «Mr. Big» (Demo; оригинальная запись — Free) | Фрэйзер, Роджерс, Коссофф, Кирк | 4:16         |

## Участники записи

### Музыканты
- Эрик Мартин — ведущий вокал
- Пол Гилберт — гитара, бэк-вокал
- Билли Шихэн — бас-гитара, бэк-вокал
- Пэт Торпи[англ.] — ударные, бэк-вокал

### Дополнительные музыканты
- Литтл Джон Крисли — губная гармоника в треке «Price You Gotta Pay»

### Производственный персонал
- Кевин Элсон[англ.] — продакшн, микширование, звукорежиссёр
- Боб Людвиг — мастеринг
- Том Сайз — звукорежиссёр, микширование
- Энди Юдофф — звукорежиссёр
- Стивенс Харт — звукорежиссёр
- Дик Канеширо — звукорежиссёр
- Майкл Семаник — engineering
- Мелани Ниссен — арт-директор
- Рейсинг и Тейлор — фотографии, иллюстрации

## Чарты
Альбом
| Чарт          | Позиция |
| ------------- | ------- |
| Billboard 200 | 82      |

Синглы
| Год  | Сингл                       | Чарт                  | Позиция |
| ---- | --------------------------- | --------------------- | ------- |
| 1993 | «Wild World»                | Billboard Hot 100     | 27      |
| 1993 | «Wild World»                | Mainstream Rock Chart | 33      |
| 1993 | «Wild World»                | Top 40 Mainstream     | 12      |
| 1994 | «Ain’t Seen Love Like That» | Billboard Hot 100     | 83      |